# Raabs (Adelsgeschlecht)

Wappen derer von Raabs

Die Herren und Grafen von Raabs entstammten einem niederösterreichischen Edelfreiengeschlecht und hatten ihren Stammsitz auf der Burg Raabs an der Thaya. Ab 1105 bis zu ihrem Aussterben im Jahr 1191 stellten sie die ersten Burggrafen von Nürnberg. Ihnen folgten dort die Hohenzollern.

## Geschichte

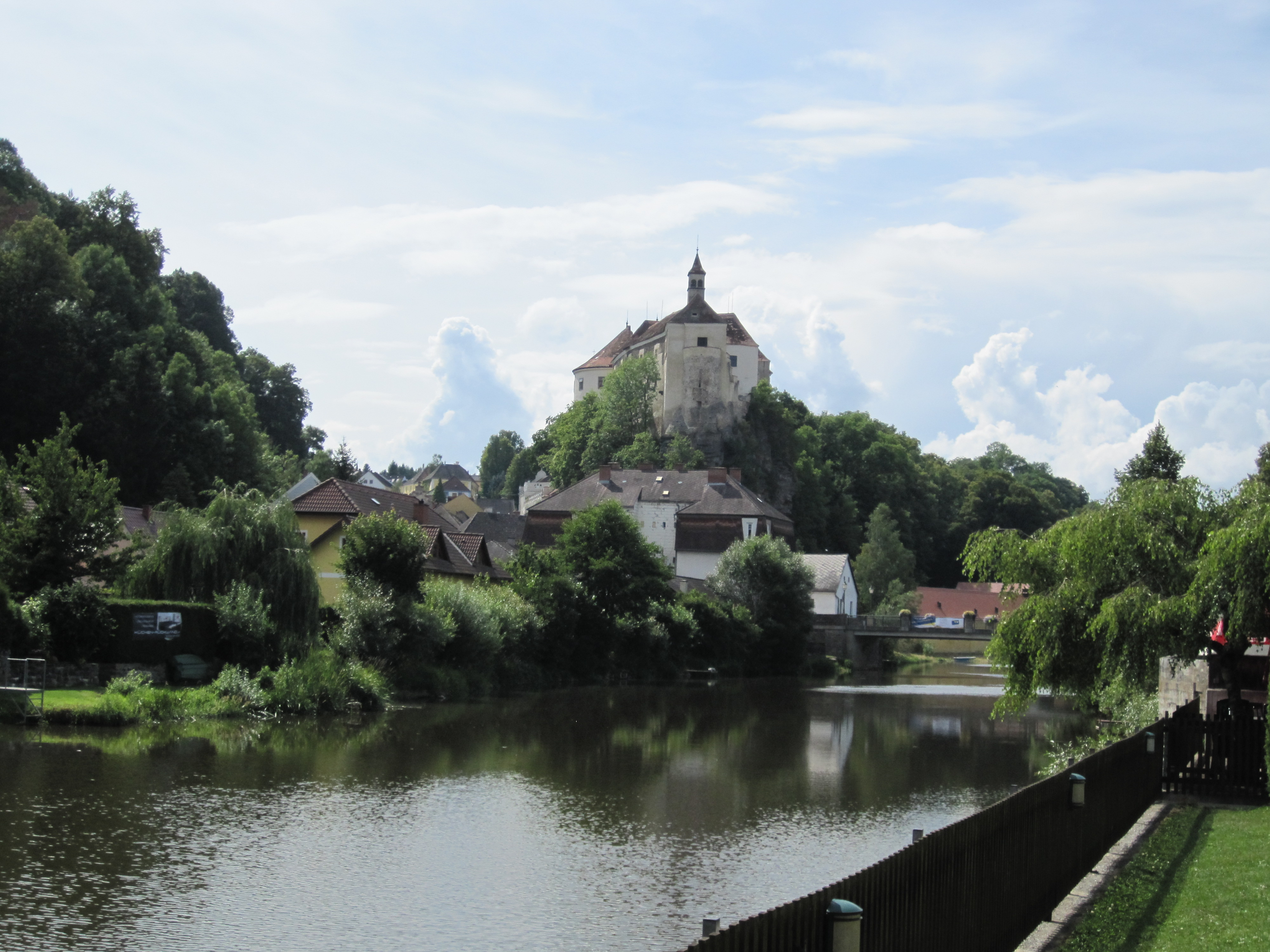
Burg Raabs an der Thaya

Gottfried II. von Raabs war ein Sohn von Gottfried I. von Gosham und Enkel von Ulrich von Gosham, einem Edelfreien aus dem Gebiet nordwestlich von Melk. Er nannte sich selbst Gottfried von Raabs, nach der Burg Raabs an der Thaya. Der Chronist Cosmas von Prag berichtet über Gottfried II., dass dieser einen mit seiner Verwandtschaft offenbar zerstrittenen mährischen Přemysliden, Lutold, in seiner Burg aufgenommen hatte und dass dieser Gast dann nächtliche Überfälle auf mährisches Gebiet verübte, sodass sich schlussendlich dessen Onkel Herzog Břetislav II. von Böhmen veranlasst sah, mit einem Heer nach Mähren zu ziehen. Bevor es aber zu Kampfhandlungen kam, versuchte der Herzog, die Situation friedlich zu lösen, indem er Gottfried an frühere Freundschaftsbündnisse erinnerte und die Auslieferung Lutolds forderte. Letzterer besetzte nun die Burg mit seinen Leuten. Auf Gottfrieds Bitten belagerte der Herzog von Böhmen dann 1093 die Burg sechs Wochen lang, bis Lutold aufgab und er Gottfried die Burg Raabs wieder zurückgab.
Gottfried II. wurde später von Kaiser Heinrich IV. 1105, zusammen mit seinem Bruder Konrad I. von Raabs, als Verantwortliche für die Nürnberger Burg eingesetzt. Damit wurden beide de facto die ersten Burggrafen der Burggrafschaft Nürnberg, wenngleich die entsprechende Bezeichnung burggravius de Norinberg erstmals bei Gottfried III. von Raabs, dem Sohn von Gottfried II., nachweisbar ist. König Konrad III. verlieh die neu errichtete Burggrafschaft Nürnberg mit Gericht und Verwaltung an die Edelfreien von Raabs. Die von Raabs stellten ab 1105 bis zum Aussterben der männlichen Linie im Jahr 1191 die Burggrafen von Nürnberg. Ab 1192 erbauten sie als ersten Teil der Nürnberger Burg die Burggrafenburg, der um 1200 die ältesten Teile der Kaiserburg folgten.
Nach Erlöschen der Raabser Grafen mit Konrad II. von Raabs um 1191 kam es durch Heirat der beiden Erbtöchter zur Teilung der Grafschaft. Die älteste Tochter Sophia von Raabs wurde durch ihre Vermählung mit Friedrich III. von Zollern zur „Stammmutter“ der Hohenzollern und der späteren preußischen Könige und deutschen Kaiser. Friedrich wurde 1190/91 von Kaiser Heinrich VI. mit der Burggrafschaft Nürnberg belehnt, wodurch er seinen Schwerpunkt von Schwaben nach Franken verlagerte. Von dort aus ging die Linie 1415 nach Brandenburg.
Der niederösterreichische Besitz wurde geteilt, der westliche Teil mit der Burg Raabs ging an die Grafen von Hirschberg-Tollenstein, der weitere Teil mit dem Markt Raabs um 1200 an Herzog Leopold VI. von Österreich.

## Die Nürnberger Burggrafen aus dem Hause Raabs

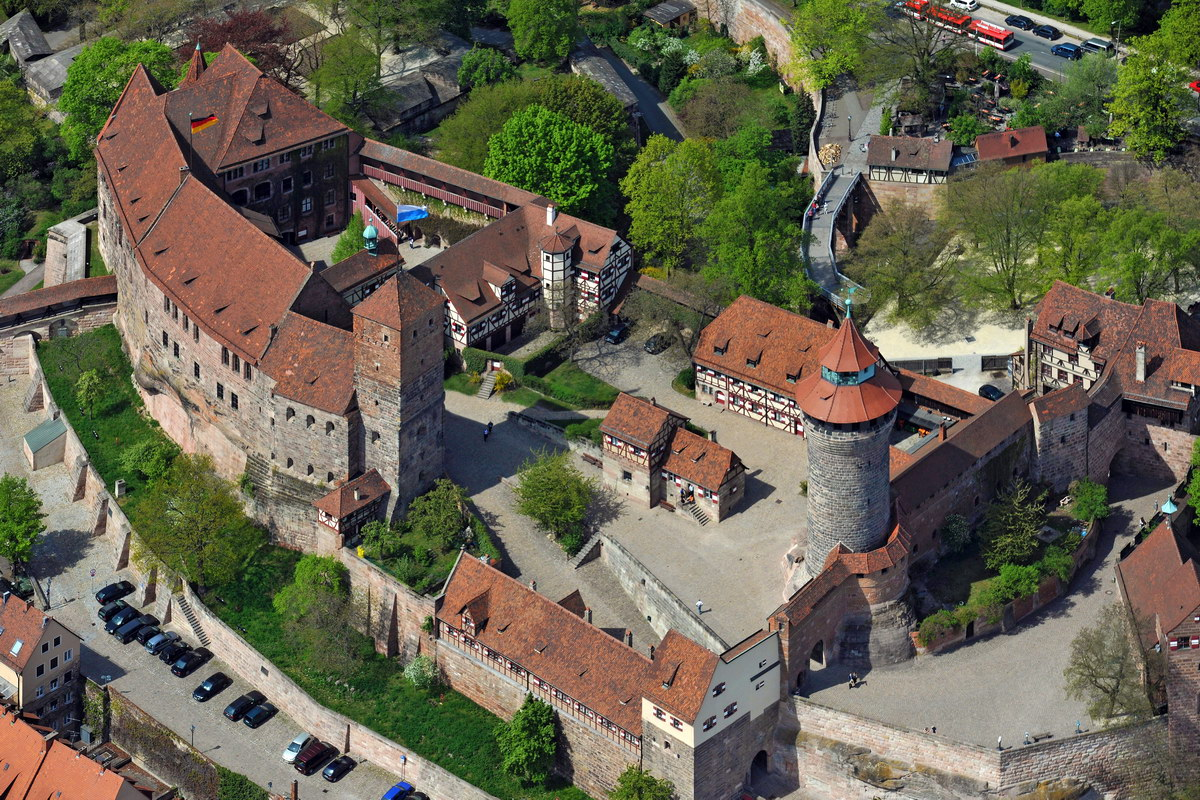
Nürnberger Burg

- etwa 1105 – ca. 1137 Gottfried II. von Raabs (* 10??, ca. † 1137)
- etwa 1137 – ca. 1143 Konrad I. von Raabs (* um 1100, ca. † 1143)
- etwa 1143 – ca. 1160 Gottfried III. von Raabs (* 11??, ca. † 1160)
- etwa 1160 – ca. 1191 Konrad II. von Raabs (* um 1125/30, ca. † 1191, ohne männlichen Nachkommen)

## Stammliste
1. Ulrich I. von Gosham (eventuell identisch mit Udalrich von Gosham/Godesheim, der ein Vertrauter von König Heinrich IV. war, ihn 1077 nach Canossa begleitete und im Sommer 1083 in Rom starb).
  1. Gottfried I. von Raabs († um 31. März 1084), Herr von Gosham
    1. Gottfried II. von Raabs († nach 14. Mai 1147), Herr von Raabs, seit 1105 Burggraf von Nürnberg
      1. Gottfried III. von Raabs († nach 16. April 1160), Burggraf von Nürnberg (1151–1160), Vogt vom Kloster Münchaurach (1158)

    2. Konrad I. von Raabs († ca. 1143), Herr von Raabs, Mit-Burggraf von Nürnberg (1105)
      1. Konrad II. von Raabs (* um 1140; † nach 25. August 1190), Graf von Raabs (1147) und Herr von Rietfeld (1147), Burggraf von Nürnberg (1163); ⚭ (um 1160) Hildegard (von Abenberg) (* um 1130; † nach 1160), Tochter von Graf Rapoto I. (II.) von Abenberg und Mathilde von Wettin
        1. Sophia von Raabs (* um 1170/75; † nach 1204), Erbin von Raabs, Nürnberg, Cadolzburg und Abenberg; ⚭ (1184) Friedrich III. (* um 1139; † nach 1. Oktober 1200), 1171 Graf von Zollern, seit 1192/93 als Friedrich I. Burggraf von Nürnberg
        2. Tochter (Agnes von Raabs) (* vor 18. April 1175; † nach Aug. 1227), Erbin der Grafschaft Litschau; ⚭ Graf Gebhard III. von Dollnstein - Hirschberg (urkundlich 1179 --† nach Aug. 1227)

      2. Ulrich III. (I.) († um 1170), Herr von Deggendorf (um 1140), Pernegg (1143) und Weitenegg; ⚭ () Kunigunde von Formbach-Pitten († nach 1151), Erbin von Formbach-Pitten, (⚭ I: () Graf Berthold I. von Dießen, Stein, Plassenburg und Andechs, († 27. Juni 1151)), Tochter von Graf Ekbert II. von Formbach-Pitten (–1144) und Mathilde von der Steiermark (–(1100))
        1. Ekbert I. (* (1153); † 19. Januar (1200)), Herr von Pernegg (1171), Graf von Deggendorf und Pernegg (1180), gründet 1188 Stift Pernegg; ⚭ () Hedwig von Bogen († 13. Juni (1188)), Tochter von Graf Berthold II. von Bogen († 21. März 1167) und Liutgard von Burghausen († 24. Februar 1195)
          1. Ulrich IV. (II.) († 25. Januar (1218)), Graf von Pernegg (1200–), Graf von Deggendorf (1203–); ⚭ () Diemudis N.N.
            1. Ekbert III. (II.) († vor 25. Juli (1250)), Graf von Pernegg

          2. Ekbert II., Graf von Pernegg, urkundlich 1188
          3. Eufemia, urkundlich 1188, († vor 20. Februar (1220))

    3. Ulrich II. († vor 1138), Herr von Gosham, nobilis von Pernegg (um 1120)
    4. Gebhardt IV. (* um 1055/60; † 14. Juli 1105 in Pöchlarn), Bischof von Regensburg (1089–1105), von Ministerialen ermordet

Nach Wilhelm Wegener war der Stammvater der Grafen von Raabs, Ulrich I., mit den Rapotonen / Diepoldingern verwandt. Wegener geht davon aus, dass er ein jüngerer Sohn des Grafen Diepold I. von Vohburg war. Allerdings fielen Graf Diepolds ältere Söhne 1078 und 1080 in der Schlacht. Auch die Lebensdaten ihrer Kinder und Ehefrauen legen nahe, dass sie am ehesten um 1030 bis 1040 geboren sind. Hätten sie jedoch einen jüngeren Bruder gehabt, dessen jüngster Enkel 1055/60 auf die Welt kam, müssten sie wesentlich älter gewesen sein.